# Jaarnaam
Onder jaarnamen verstaat de assyriologie een dateringssysteem dat al vóór de Oud-Babylonische tijd in gebruik was. In dit systeem werd een jaar genoemd naar een belangwekkende gebeurtenis in het voorjaar. Als er een verdere belangrijke gebeurtenis later in het jaar plaatsvond, kon de jaarnaam soms in de loop van het jaar veranderen. Dan had een jaar twee jaarnamen; zo zijn voor de 14-jarige heerschappij van Zimrī-Līm van Marî wel 28 jaarnamen overgeleverd.
Dit dateringssysteem werd al gebruikt in de tijd van Enšakušana van Uruk en bleef - met variaties - in gebruik tot het einde van de Nieuw-Babylonische tijd. Daarbij werden de namen aanvankelijk doorgaans zowel in het Akkadisch als in het Sumerisch vastgelegd. Vaak stond de heerser centraal in de jaarnaam. 
De aanduiding "jaarnaam" is modern en heeft geen antiek equivalent. Uit Mariotische brieven is echter bekend dat de naamgevingspraktijk nīb šattim ("jaarbenoeming") genoemd werd.

## Eponiemen versus jaarnamen

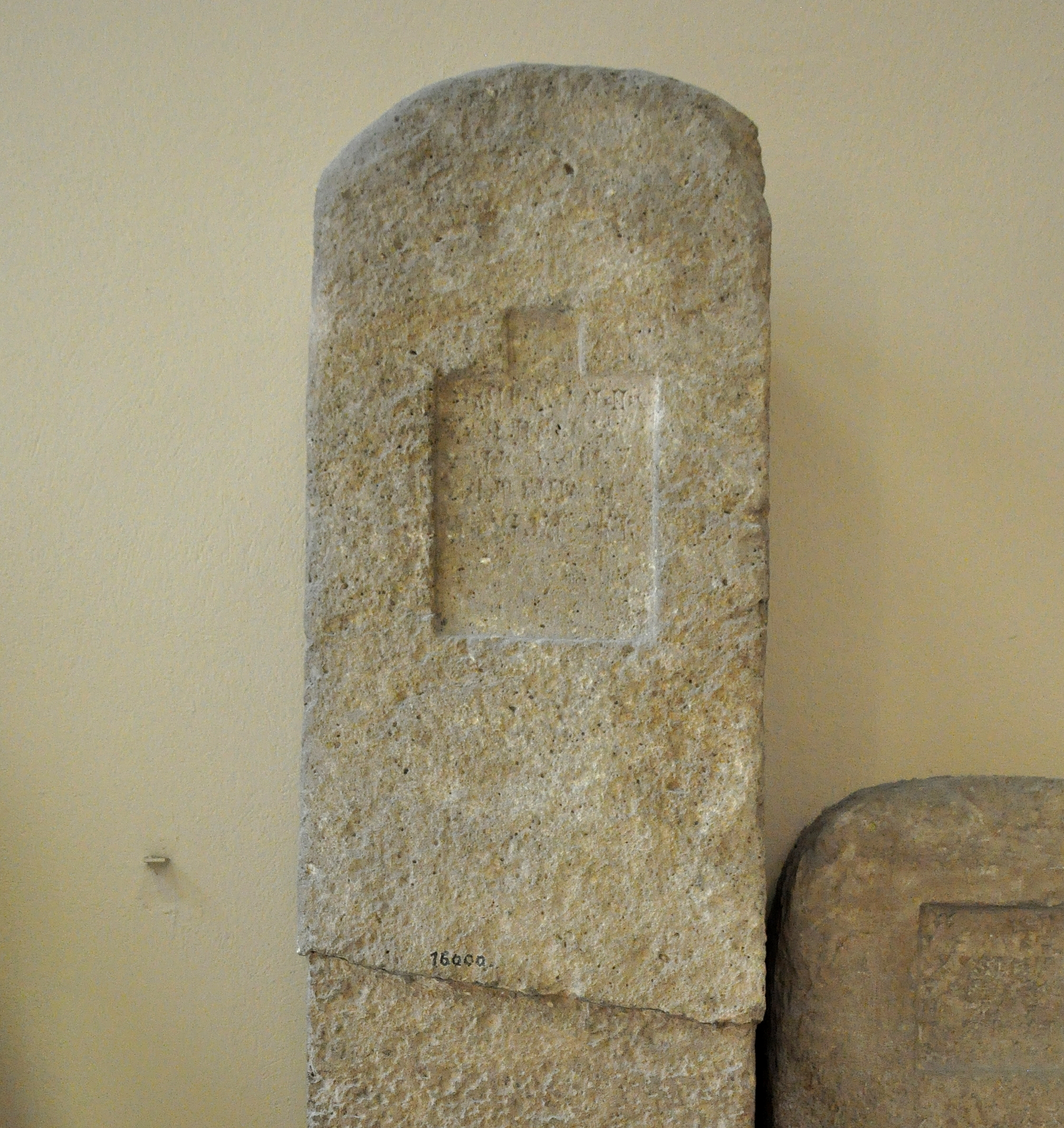
Stele van Shamsh-bel-usur, limmu in 864 en 851 v.Chr. (Assur, nu in het Pergamon Museum in Berlijn)

In Assyrië bestond een wat andere variant op het systeem. Daar werd aan ieder jaar de naam, een eponiem, van een hoogwaardigheidsbekleder (een limmu) toegekend en deze namen werden bijgehouden op kleitabletten. De limmu had een officiële taak, namelijk om de viering van het Nieuwjaarsfeest te overzien. In het Oud-Assyrische Rijk kon de koning zelf deze functie niet vervullen, maar in latere tijden fungeert vaak de koning zelf als limmu in het jaar van zijn troonsbestijging.  Soms kreeg dezelfde persoon meer dan eens de eer toegewezen. Zo was bijvoorbeeld Yahalu drie keer de limmu, in 833, 824 en 821 v.Chr. De eerste twee keer onder Salmanasser III, de laatste keer onder diens opvolger Shamshi-Adad V. In 833 was hij nog masennu maar later werd hij bevorderd tot turtānu. Waarschijnlijk gebeurde dat in 826 of 825 v.Chr. en was dat de reden dat hij een tweede keer door Salmanasser aangewezen werd. Om het eponimaat te bekleden was een hele eer en een duidelijk teken van het belang van de persoon aan het hof. In sommige tijden bestond er ook een bepaalde rangorde waarin het eponimaat werd toegekend: de belangrijkste groten in de eerste jaren van de regering van een koning.
Eponiemen zijn een bijzondere vorm van jaarnamen; maar jaarnamen zijn veel ouder dan de Assyrische limmu-eponiemen. Buiten Assyrië verwezen ze echter niet naar hoogwaardigheidsbekleders, maar soms ook naar belangrijke gebeurtenissen, bijvoorbeeld "het jaar waarin buurstad of buurland X veroverd werd" of "jaar waarin de tempel van god(in) X gebouwd werd". Dit betekent dat ze soms ook een verbinding leggen met een historische gebeurtenis in andere rijken, omdat dezelfde gebeurtenis door meerdere koninkrijken tegelijk vermeld wordt. Het ontbreken van veroveringen en veldslagen in de jaarnamen geeft een aanduiding dat een koning weinig machtig was en zich genoodzaakt zag thuis te blijven. De jaarnamen verwijzen dan vaak naar religieuze gebeurtenissen, zoals "jaar waarin koning X een viering van het feest van god(in) Y hield". Koningen gebruikten jaarnamen soms ook duidelijk voor propagandadoeleinden. Sommige koningen trachten hun roemruchte daden soms over een jaartje meer uit te smeren. Er zijn jaarnamen  als "jaar ná het jaar dat X veroverd werd".

## Eponiemenlijsten
Eponiemenlijsten waren in Assyrië meer dan duizend jaar lang de geijkte manier om de jaartelling bij te houden. 
Er zijn negentien kleitabletten met lijsten van limmu's bewaard gebleven. Op sommige van deze kleitabletten werd onderaan de lijst bovendien een totaal van jaren weergegeven ter controle. Zodoende kon bij het overschrijven van de lijst gezien worden of er niet een naam was weggelaten. Ook in andere delen van Mesopotamië werden jaarnamen uitgevaardigd maar lijsten waarop ze opgesomd werden zijn niet altijd voorhanden.

## Reconstructies
Een andere, maar indirectere, bron van informatie zijn de vele zakelijke kleitabletten die contracten, eden, rechtsuitspraken e.d. vertegenwoordigen. Deze zijn in de regel gedateerd door vermelding van eponiem of jaarnaam van het betreffende jaar en de vorst onder wiens bewind men ressorteerde. Door na te gaan hoeveel verschillende eponiemen een bepaalde vorst uitgevaardigd heeft, kan men een idee krijgen hoeveel jaar hij geregeerd heeft. De volgorde van deze jaarnamen is dan weer lastiger te bepalen, maar niet geheel onmogelijk. Zo kan dus achteraf een kunstmatige eponiemenlijst gereconstrueerd worden. Op deze manier heeft men van de chronologie van Marad een idee gekregen.

## Jaarnummers
Er was ook een andere, eenvoudiger stijl van datering "in jaar X van koning Y" die bijvoorbeeld in Egypte gebruikelijk was, maar die veel minder informatief is voor de historicus.
In Babylonië bleef men, althans in Nippur het oude jaarnaamsysteem tot en met het bewind van Kurigalzu I gebruiken. Daarna stapte men over op jaarnummers. zoals: MU.8.KAM bur-na-bu-ri-ia-aš: in het 8e jaar van Burnaburiaš. Korte tijd schijnt dit systeem ook al heel vroeg, onder Bur-Sin van Isin in gebruik geweest te zijn. Onder Adad-šuma-uṣur, Meli-Šipak en Marduk-apla-iddina I gebruikte men zelfs een systeem met twee getallen, iets als MU.1.KAM.2.KAM waarbij het eerste getal tussen 1 tot 9 lag en het tweede ofwel 2 ofwel 3. De betekenis hiervan is nog steeds niet duidelijk.

## Historische waarde
Voor historici is deze boekhouding, met name van de Assyrische eponiemenlijsten een uiterst waardevolle bron voor de chronologie. De lijsten verschaffen tot 910 v.Chr. terug een vaste jaartelling die op een jaar nauwkeurig is. Bovendien zijn er van sommige jaren ook gegevens over maan- en zonsverduisteringen bekend en dit spijkert de jaartelling nagelvast. Het belangrijkst is hierbij de zonsverduistering van 15 juni 763 v.Chr., het eponieme jaar Bur-Sagale. Er zijn eponiemen bekend die teruggaan tot 1200 v.Chr., maar van die tijd zijn ze fragmentarisch. Het bijhouden van eponiemenlijsten gaat terug op de tijd van Erišum I (ca. 1974 v.Chr.) en vooral uit de handelsnederzetting in Kaniš zijn eponiemenlijsten uit deze vroege tijd bekend.

## Rome
Later zou in Rome een vergelijkbaar stelsel gebruikt worden in de vorm van de consul-lijsten.